# Britt-Marie Ingdén-Ringselle
Britt-Marie Elna Birgitta Maria Ingdén-Ringselle, född Ingdén 8 juli 1954 i Stockholm, är en svensk översättare och bibliotekarie. Hon har som översättare framför allt översatt ryskspråkig fantasylitteratur till svenska.

## Biografi
Ingdén-Ringselle har studerat vid Litterära översättarseminariet vid Södertörns högskola. Hon anställdes 1978 vid Stockholms stadsbibliotek, där hon arbetade som bibliotekarie från 2005 till pensioneringen 2022.
Hon är sedan 2005 verksam som översättare från ryska, framför allt av rysk fantasylitteratur, en syssla hon tidigare skött vid sidan av sitt arbete som ungdomsbibliotekarie. Sedan 2024 verkar hon också som litterär översättare från ukrainska.
Ingdén-Ringselle var från 2019 ledamot för Författarförbundets biblioteksråd, mellan 2021 och 2025 som dess ordförande.

## Översättningar

### Från ryska
- Nick Perumov: Svärdens väktare. (del 5 översatt tillsammans med Ola Wallin)

1.  Diamantsvärdet och träsvärdet D. 1. Stockholm: Ersatz. 2006. ISBN 9188858294
2.  Diamantsvärdet och träsvärdet. D. 2. Stockholm: Ersatz. 2007. ISBN 9789188858382
5.  Nekromantikerns flykt. Stockholm: Ersatz. 2009. ISBN 9789188858771
7.  Nekromantikerns ensamhet 2. Stockholm: Ersatz. 2011. ISBN 9789186437084
9.  Nekromantikerns krig 2 Mittelspiel.. Stockholm: Coltso. 2013. ISBN 9789186437596
11.  Nekromantikerns krig 4 Final. Stockholm: Coltso/Ersatz. 2015. ISBN 9789187893032
12.  Nekromantikerns krig V Final. [Stockholm]: Coltso. 2016. ISBN 9789187893100
- Eckhoff, Irina (2021). Väktarens gåta. Diamantskrinet-serien ; del 1. Lerum: Visto Förlag. ISBN 9789178855926
- Grigoreva, Olga (2023). Trollkarlen del 1-3. [Stockholm]: Lava Förlag. ISBN 9789189484412

### Från ukrainska
Dessa är översatta tillsammans med Olena Jansson och publicerade i 20tals tredje specialnummer om Ukraina, nummer 10/11 2024:
- Taras Prochasko: oVäsen (ukrainska: НепрОсті ; de tre första kapitlen av verket)
- Daria Lysenko: "Affischkonsten som motstånd" (ukrainska: "Політичний плакат як літопис боротьби України за незалежність")
- Ostap Slyvynskyj: "Vad ska vi ha kulturen till i dessa svåra tider?" (ukrainska: "Навіщо культура в погані часи?")

Dessa är översatta tillsammans med Olena Jansson och publicerade i Ukraine Vision 2025:s Guide till rättigheterna för modern ukrainsk skönlitteratur” länk till sidan:
- Natalija Matolinets: Alla mina nycklar och Gaja (ukrainska: Всі мої Ключі і Ґайя; första kapitlet), Vivat förlag 2022, ISBN 9789669827074
- Iryna Hrabovska: Stjärnor och benknotor, första delen i trilogin Kristallborgen (ukrainska: Зірки й кістки; första kapitlet), ISBN 9789669829030
- Jevhenia Kuznjetsova: Stegen (ukrainska: Драбина; första kapitlet), Gamla Lejonet, 2023